# A.J. Hawk
Aaron James "A. J." Hawk (født 6. maj 1984 i Kettering, Ohio, USA) er en amerikansk footballspiller, der spiller i NFL som outside linebacker for Green Bay Packers. Han har spillet for Packers siden han kom ind i ligaen som et førsterundes draft-valg i 2006. Han er kendt som en hurtig linebacker.
Hawk var i 2010 med til at vinde Super Bowl XLV med Packers.

## Klubber
- 2006-: Green Bay Packers